# Samuel Pereira
Samuel Rodrigo Pereira (ur. 1988) – polski publicysta portugalskiego pochodzenia. W latach 2023–2024 wicedyrektor Telewizyjnej Agencji Informacyjnej i kierownik TVP Info.

## Życiorys
Studiował historię na Uniwersytecie Kardynała Stefana Wyszyńskiego w Warszawie. Autor bloga „Mediowo” w serwisie Salon24. Był członkiem założycielem, działaczem i od 2011 rzecznikiem prasowym Stowarzyszenia „Solidarni 2010” (zrezygnował 12 września 2011). W lutym i marcu 2011 wraz z Ewą Stankiewicz prowadził audycje w Radiu Wnet.
Podjął współpracę ze środowiskiem tygodnika „Gazeta Polska”, pisząc do dziennika „Gazeta Polska Codziennie” oraz portalu Niezalezna.pl, dla których działał do 2016
. Były redaktor pisma „Fronda”. W grudniu 2012 nominowany do nagrody Grand Press w kategorii „dziennikarstwo śledcze” za tekst „Sensacyjne nagrania w sprawie Amber Gold”. W czerwcu 2013 dołączył do redakcji kwartalnika „Fronda Lux”, prowadzonej przez Mateusza Matyszkowicza.
W styczniu 2015 został przyjęty do Stowarzyszenia Dziennikarzy Polskich (SDP).
10 lutego 2016 rozpoczął pracę jako wydawca w redakcji publicystyki i prowadzący audycję Rozmowa Dnia w I Programie Polskiego Radia (zadebiutował w audycji Z kraju i ze świata). 11 marca 2016 został zastępcą szefa redakcji publicystyki Telewizyjnej Agencji Informacyjnej (TAI), Dawida Wildsteina (jednocześnie zakończył pracę jako wydawca w PR1). W grudniu 2016 powołany na p.o. szefa portalu TVP.info. 1 sierpnia 2017 objął funkcję redaktora naczelnego tego serwisu, zastąpił zwolnionego Dominika Zdorta. Równolegle był wydawcą programu Bez retuszu. W listopadzie 2018 został wydawcą programu „Strefa starcia”.
We wrześniu 2019 został współprowadzącym audycji „Twój wybór” w TVP3. W listopadzie 2020 objął funkcję zastępcy kierownika Redakcji Mediów Interaktywnych. Od września 2021 jest stałym felietonistą tygodnika „Sieci”.
Wespół z Marcinem Tulickim ujawnił kulisy afery Polnord, w tym szczegóły analizy Generalnego Inspektora Informacji Finansowej dotyczącej rzekomych przepływów finansowych na trzech kontach Romana Giertycha, a także na rachunkach spółek T.G. i NEW INDUSTRY oraz kancelarii adwokackiej Giertycha. Zebrane przez Generalnego Inspektora Informacji Finansowej dane były jedną z podstaw śledztwa prokuratorskiego w sprawie podejrzenia prania brudnych pieniędzy. Przed publikacją artykułu, Roman Giertych zagroził Pereirze i Rafałowi Pasztelańskiemu, którzy pracowali nad tekstem, za wysłanie pytań w sprawie analizy GIIF pozwem opiewającym na kwotę 50 tys. złotych na osobę. Finalnie, prywatny akt oskarżenia z art. 212 KK został wniesiony w październiku 2020 i opiewał na 200 tysięcy złotych. W czerwcu 2022 sąd pierwszej instancji umorzył postępowanie.
28 kwietnia 2023 objął stanowisko wicedyrektora Telewizyjnej Agencji Informacyjnej, z ramienia której m.in. kierował kanałem informacyjnym TVP Info. W styczniu 2024 został dyscyplinarnie zwolniony z TVP.
W maju 2024 został publicystą portalu internetowego katolickiego tygodnika „Niedziela". We wrześniu tego samego roku dołączył do zespołu redakcyjnego telewizji wPolsce24.

## Działalność i kariera
W październiku 2012 w „Gazecie Polskiej” razem z Dorotą Kanią i Dawidem Wildsteinem ujawnił szczegóły śledztwa w sprawie korupcji w Sądzie Najwyższym. Po tych publikacjach ówczesny prokurator generalny Andrzej Seremet przekonywał krakowską prokuraturę do wznowienia sprawy.
Jest autorem artykułów o aferze związanej z kontrolą podatkową wobec Sławomira Nowaka i jego żony, Moniki.
Był również autorem serii publikacji, w których ujawnił nagrania i treść rozmów polityków i biznesmenów w warszawskich restauracjach. Wśród nich byli między innymi: Radosław Sikorski, Roman Giertych, Waldemar Pawlak, Michał Sołowow, Paweł Graś, Bartosz Arłukowicz, Olgierd Geblewicz, Stanisław Gawłowski, Elżbieta Bieńkowska, Kazimierz Sowa, Marian Janicki, Włodzimierz Karpiński, Jerzy Mazgaj, Rafał Baniak, Krzysztof Kwiatkowski, Jan Kulczyk, Leszek Czarnecki, Władysław Kosiniak-Kamysz, Aleksander Kwaśniewski i Leszek Miller.
Jest autorem artykułów o mafii vatowskiej i kradzieży podatkowych.
Współpracował przy dokumencie Marcina Tulickiego o powstaniu stacji TVN „Holding”.
W styczniu 2020 opublikował na portalu tvp.info kulisy spotkania marszałka Grodzkiego z ambasadorem Rosji oraz notatkę z tego spotkania. Wynikało z niej, że marszałek Senatu chciał „ostrożnego otwarcia kanału komunikacji” z Kremlem, a polskie MSZ „odradzało mu” spotkanie, „ale się uparł”.
Samuel Pereira jest autorem licznych publikacji dotyczących polityki zagranicznej rządu Donalda Tuska i Waldemara Pawlaka.
W marcu 2021 razem z Marcinem Tulickim opublikowali informacje dotyczące procederu „dyrygowania hejtem” strony „Sok z Buraka” przez Romana Giertycha oraz finansowaniu założyciela fanpage’a.
W lipcu 2014 Pereira wraz z Michałem Rachoniem (ówcześnie Telewizja Republika) zamieścili na łamach Niezależna.pl szereg artykułów na temat byłego komendanta głównego policji, Marka Działoszyńskiego i innych osób. Na skutek wyroku sądu w październiku 2018 Niezależna opublikowała przeprosiny za naruszenie dóbr osobistych.
3 października 2016 roku na stronie „Sok z Buraka” na Facebooku opublikowano post, w którym przypisano Samuelowi Pereirze wulgarną wypowiedź wobec kobiet, której nie wypowiedział. W 2024 roku Sąd Okręgowy w Warszawie potwierdził, że publikacja była nieprawdziwa. Orzekł także, że Mariusz Kozak-Zagozda musi napisać oświadczenie, w którym przeprasza Samuela Pereirę. Oprócz tego musi zapłacić 3 tysiące złotych odszkodowania wraz z odsetkami.
W sprawie treści artykułu Ziemowita Kossakowskiego w TVP.info z 11 listopada 2017 o protestujących lekarzach rezydentach rzekomo jedzących kawior na egzotycznych wycieczkach, Pereira przeprosił za niego lekarkę Katarzynę Pikulską, która w rzeczywistości przebywała za granicą jako lekarka-wolontariuszka. Sprawą zajęła się komisja etyki TVP, a Kossakowski niedługo po publikacji artykułu zakończył współpracę z serwisem informacyjnym. Pikulska nie przyjęła przeprosin i skierowała do sądu prywatny akt oskarżenia przeciw Telewizji Polskiej. W rozpoczętym w 2019 przed Sądem Okręgowym w Warszawie procesie o zniesławienie autor powyższego artykułu Ziemowit Kossakowski zeznał, że stworzenie materiału zlecił mu wydawca portalu Tomasz Owsiński, a instrukcje miał rzekomo otrzymać od Pereiry. Dziennikarz zaprzeczył zarzutom, gdyż wówczas był nieobecny w pracy.
Pod koniec grudnia 2021 były premier Donald Tusk zażartował z odejścia trenera reprezentacji PZPN Paula Sousy i Pereiry, mówiąc, że nie sądził, że ostatni tydzień tego roku będzie taki portugalski. Żart został uznany przez środowiska konserwatywne za działanie ksenofobiczne. W obronie Pereiry stanął m.in. dziennikarz portalu wPolityce.pl chorwackiego pochodzenia Goran Andrijanić.
W styczniu 2022, Samuel Pereira został oskarżony przez prokurator Ewę Wrzosek z prywatnego aktu oskarżenia za wypowiedź dotyczącą wykorzystania technik operacyjnych w śledztwach kryminalnych. Pereira w zaskarżonej wypowiedzi stwierdził, że przestępcy kreują się na ofiary działań operacyjnych. Akt oskarżenia dotyczył zniesławienia i zniewagi. 10 listopada 2022 oskarżenie zostało oddalone. Sąd stwierdził, że nie doszło do karalnego pomówienia ani do naruszenia dóbr osobistych i godności osobistej. 5 października 2023 Sąd Rejonowy dla m. st. Warszawy uznał Samuela Pereirę za winnego zniesławienia prokurator Ewy Wrzosek i wymierzył oskarżonemu karę 3 miesięcy ograniczenia wolności
Pod koniec listopada 2018 Samuel Pereira został pozwany przez Ringier Axel Springer Polska za wpisy krytyczne wobec publikacji mediów należących do koncernu RASP. Wydawnictwo domagało się od szefa portalu TVP.Info odszkodowania w wysokości 100 tys. zł. Sprawa pozwu zagranicznego wydawnictwa wytoczona polskiemu dziennikarzowi była tematem obrad Sejmowej Komisji Kultury i Środków Przekazu 16 marca 2021 r. W lipcu następnego roku Centrum Monitorowania Wolności Prasy SDP podjęło monitoring tej sprawy. Dyrektor CMWP SDP Jolanta Hajdasz stwierdziła, że „brak podstaw do wytaczania tego procesu dziennikarzowi przez medialnego potentata”. Proces trwał cztery lata. Zakończył się w styczniu 2023 oddaleniem pozwu przez Warszawski Sąd Okręgowy, obciążając RASP kosztami procesu.